# Euphranta notabilis
Euphranta notabilis
 es una especie de insecto del género Euphranta de la familia Tephritidae del orden Diptera. 
Wulp la describió científicamente por primera vez en el año 1880.